# Under the Knife
Under the Knife is een ep van de Amerikaanse hardcoreband Hatebreed, uitgebracht in het jaar 1996 door Smorgasbord Records. Het album werd wederom uitgebracht in 1998, 2000 en 2006.

## Tracklist
1. "Smash Your Enemies" – 2:12
2. "Kill An Addict" – 1:02
3. "Under The Knife" – 1:33
4. "Filth" – 1:42
5. "Not One Truth" – 2:09
6. "Severed" – 2:40
7. "Puritan" – 3:07

## Bandleden
- Jamey Jasta - zanger
- Larry Dwyer, Jr. - gitaar
- Wayne Lozinak - gitaar
- Chris Beattie - basgitaar
- Dave Russo - drums